# Hannibal Hamlin
Hannibal Hamlin, född 27 augusti 1809 i Paris, Massachusetts (i nuvarande Maine), död 4 juli 1891 i Bangor, Maine, var en amerikansk jurist och politiker. Han var USA:s vicepresident under Abraham Lincolns första mandatperiod (1861–1865).

## Biografi
Hamlin inledde 1836 sin politiska karriär med att bli invald i underhuset i delstatens lagstiftande församling, Maine House of Representatives. Han lämnade delstatens representanthus 1841 och var sedan ledamot av USA:s representanthus 1843–1847. År 1851 flyttade han till Bangor där hans hus fortfarande finns kvar. Sedan 1933 har huset periodvis använts av Bangor Theological Seminary som rektorsresidens.
Hamlin var ledamot av USA:s senat 1848–1857, 1857–1861 och 1869–1881. Han inledde sin politiska karriär som demokrat och stödde partiets presidentkandidat Franklin Pierce i 1852 års presidentval. Han bytte 1856 parti till Republikanska partiet. Strax efter partibytet valdes han som republikan till guvernör i Maine. Han tillträdde som guvernör 8 januari 1857 men avgick redan i slutet av februari samma år för att återvända till senaten.
Som Lincolns vicepresident var han inte presidentens närmaste rådgivare, men han var en av dem som krävde förkunnandet av Emancipation Proclamation, presidentens kungörelse över slavarnas frigörelse. Inför 1864 års presidentval bestämde sig Lincoln för att byta vicepresident och valde Andrew Johnson som sin medkandidat den gången.
Efter tiden som vicepresident satt Hamlin ytterligare tolv år i senaten och ledde sedan USA:s diplomatiska beskickning i Spanien 1881–1882.
Hamlins grav finns på Mount Hope Cemetery i Bangor. Hamlin County i delstaten South Dakota har fått sitt namn efter Hannibal Hamlin.